# أوزن قوئي دو
أوزن‌ قوئي دو هي قرية في مقاطعة بارس أباد، إيران. عدد سكان هذه القرية هو 401 في سنة 2006.